# Извиђаштво у филателији
Прву југословенску поштанску марку са извиђачким мотивом, коју је креирала Марина Калезић, издала је Заједница југословенских ПТТ и Савез извиђача Србије, а одштампало Друштвено предузеће „Југомарка“. Промовисана је 24. фебруара 1999. године у музеју ПТТ – а. Вредност маркице је тада била шест динара. Сем маркице, појавила се и коверта са извиђачким мотивом по цени од 4,30 динара. Тим поводом је отворена и изложба Скаутизам у свету кроз филателију, коју је приредио Извидничко-документациони центар Др Милош Поповић. На изожби су приказане извиђачке марке из 140 земаља света.
Познато је да је 1993. године одштампана поштанска маркица са извиђачким знаком поводом Међународног похода извиђача Србије, којим је обележено 75 година од пробоја Солунског фронта.
Серија поштанских марака која је имала за тему извиђаштво штампана је у Србији и 2007. Године, поводом прославе једног века од оснивања извиђачког покрета у свету.
У неким земљама постоје удружења чији се чланови баве сакупљањем поштанских марака са изиђачким мотивима. 
Међународно удружење извиђача филателиста (енгл. SOSSI), основано 1951. године, је непрофитна организација чији се чланови баве сакупљањем марака, коверата и других поштанских вредности које приказују извиђачку организацију или имају некакву другу везу са њом. Седиште ове оргнизације је у Вашингтону у Сједињеним Америчким Државама.